# Taron

Expansión de las regiones bajo el linaje de los Mamiconios.

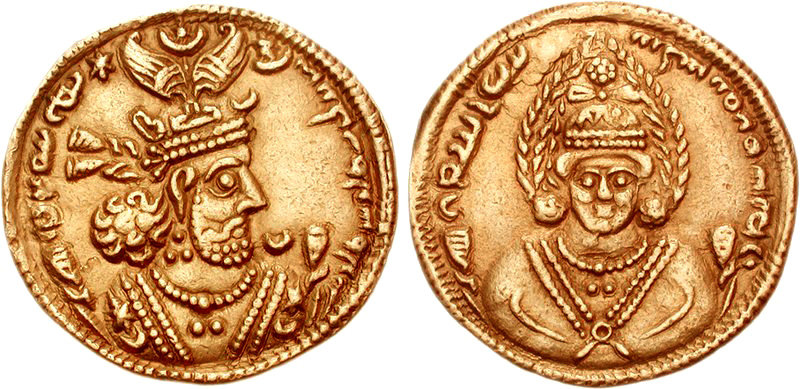
Dinar de oro de Cosroes II (r. 590-628).

Tarón o Taraunita (en armenio/armenio: Տարոն; en griego: Ταρών, Tarōn; en latín: Taraunitis) fue un cantón de la provincia de Turuberán de la Gran Armenia, que corresponde aproximadamente, a la actual provincia de Muş, Turquía.

## Historia
Tarón, por haber sido dominio de la importante familia Mamiconio, tiene su  
historia vinculada a esta casa principesca. La principal fuente de la historia del principado durante la Alta Edad Media es la Historia de Tarón, una novela 'histórica' relativamente corta dividida en cinco partes, escrita por el autor Juan Mamiconio, y que tiene como objetivo describir eventos significativos que ocurrieron en el cantón de Taron durante las guerras bizantino-sasánidas cuando el sha era Cosroes II (r. 590-628). Durante este período, la región fue invadida frecuentemente por los persas y la historia describe las acciones de cinco generaciones de mamiconios en su defensa del cantón y las venganzas. Cada sección o ciclo de la historia está dedicada aa las hazañas de cada uno de los defensores: Muchel II, Baanes II, Simbácio I, Baanes III y Tigranes I. 
Los héroes son a veces sobrehumanamente valientes o engañosos, sabios o astutos, humildes o ampulosos, humanos o brutalmente despiadados según lo requiera la situación. Sobre todo, son los guerreros santos de San Carapet (Juan el Bautista, su santo patrón), y defienden celosamente el Monasterio de San Carapet (Glakavank), así como todas las iglesias y los cristianos del cantón. Gran parte de la narración describe las batallas libradas y las astutas tácticas utilizadas por los taronitas para derrotar a los invasores iraníes.
Con la abolición de la monarquía armenia por los sasánidas en 428, y el martirio de Bardanes II Mamiconio, la familia Mamiconio se colocó a la vanguardia de la política armenia. En 481, Baanes I Mamiconio, en apoyo de Vactangue I (r. 447/449–502/522) del Reino de Iberia, se rebeló contra el gobierno sasánida en Armenia. Establecido en Taron, el líder mamiconio comandó a su ejército en varias batallas exitosas contra los persas, habiendo utilizado la región, en 484, como refugio cuando el marzban Sapor Mihran llegó con nuevos contingentes.
En el siglo VIII, los mamicconios encabezaron varias revueltas contra la ocupación árabe de Armenia hasta que estos decidieron exterminar a gran parte de la nobleza armenia en la Batalla de Bagrauandena el 25 de abril de 775. Esta batalla marcó el final del poder de los mamiconios y Ashot Msaker (Ashot IV Bagratuni) se apoderó de los bienes de su tío Samuel II Mamiconio, dejando apenas Bagrauandena al príncipe Sapor. La dinastía Bagratuni gobernó Taron hasta 967.